# Gyenge Lajos (barlangkutató)
Gyenge Lajos (1914. – Miskolc, 1981.) barlangkutató.

## Élete
Telefonműszerész volt. Fiatal korától kutatta a Bükk-vidék központi részének a barlangjait. 1952-től szervezett keretek között, mert amikor megalakult Miskolcon a Magyar Hidrológiai Társaság Miskolci Csoport Zsombolykutató Munkabizottsága, annak az alapító tagja lett. 1952–1953-ban részt vett a Nehézipari Műszaki Egyetemen a Magyar Hidrológiai Társaság által szervezett, másfél éves, karszthidrológus tanfolyamon, ahol sikeres vizsgát tett. Részt vett a mára már egy rendszert alkotó Bolhási-víznyelőbarlang és a Jávor-kúti-víznyelőbarlang feltárásán és maga is számos barlangbontási munkát vezetett. 1962-ben megszervezte a miskolci Herman Ottó Barlangkutató Csoportot, amely az István-lápán általa feltételezett, nagy barlangrendszer feltárásán dolgozott. Sokak ellenvetése ellenére a kitartását 1964-ben siker koronázta, és feltárta a csoporttal az István-lápai-barlangot, amely 254 méter mélységével hazánk sokáig legmélyebb barlangja volt és a leghosszabbak között is előkelő helyet foglal el.
Az alapító tagja, majd hosszú időn át a választmányi tagja volt az 1958 végén újraalakult Magyar Karszt- és Barlangkutató Társulatnak. A Magyar Karszt- és Barlangkutató Társulat Észak-magyarországi Csoportjának az 1959. évi megalakulásától kezdve az egyik kutató részlegét vezette. 1972-ben Vass Imre-éremmel tüntették ki.